# Vengeance 2003
Vengeance 2003 was een professioneel worstel-pay-per-view (PPV) evenement dat geproduceerd werd door de World Wrestling Entertainment (WWE). Dit evenement was de derde editie van Vengeance en vond plaats in het Pepsi Center in Denver (Colorado) op 27 juli 2003.
De belangrijkste gebeurtenis was een No Disqualification Triple Threat match tussen de kampioen Brock Lesnar, Big Show en Kurt Angle voor het WWE Championship. Kurt Angle won de match en werd de nieuwe WWE Champion.

## Matchen
| Nr.                                                                          | Match | Winnaar(s)                        |
| ---------------------------------------------------------------------------- | --- | --------------------------------- |
| -                                                                            | Chris Kanyon vs. Último Dragón in een een-op-eenmatch | Último Dragón                     |
| 1                                                                            | Eddie Guerrero vs. Chris Benoit in een een-op-een match voor het vacante WWE United States Championship | Eddie Guerrero (nc)               |
| 2                                                                            | Jamie Noble (met Nidia) vs. Billy Gunn (met Torrie Wilson) in een een-op-een match | Jamie Noble                       |
| 3                                                                            | Bradshaw vs. Shannon Moore vs. Doink the Clown vs. Faarooq vs. Brother Love vs. Nunzio vs. Matt Hardy vs. Chris Kanyon vs. Danny Basham vs. Doug Basham vs. The Easter Bunny vs. Sean O'Haire vs. John Hennigan vs. Orlando Jordan vs. Funaki vs. Los Conquistadores vs. The Brooklyn Brawler vs. Johnny Stamboli vs. Chuck Palumbo vs. Matt Cappotelli vs. Spanky in een APA Invitational Bar Room Brawl | Bradshaw                          |
| 4                                                                            | The World's Greatest Tag Team (c) vs. Rey Mysterio and Billy Kidman in een tag team match voor het WWE Tag Team Championship | The World's Greatest Tag Team (c) |
| 6                                                                            | Stephanie McMahon vs. Sable in een No Count-Out match | Sable                             |
| 7                                                                            | John Cena vs. The Undertaker in een een-op-een match | The Undertaker                    |
| 8                                                                            | Vince McMahon (met Sable) vs. Zach Gowen in een een-op-een match | Vince McMahon                     |
| 9                                                                            | Brock Lesnar (c) vs. Big Show vs. Kurt Angle in een No Disqualification Triple Threat match voor het WWE Championship | Kurt Angle (nc)                   |
| (c) huidige kampioen voor en na de match \| (nc) nieuwe kampioen na de match | |                                   |